# Nová Ves (ort i Tjeckien, lat 50,83, long 15,00)
Nová Ves är en ort i Tjeckien. Den ligger i den norra delen av landet, 90 km nordost om huvudstaden Prag. Nová Ves ligger 352 meter över havet och antalet invånare är 714.
Terrängen runt Nová Ves är lite kuperad. Runt Nová Ves är det tätbefolkat, med 659 invånare per kvadratkilometer. Närmaste större samhälle är Liberec, 8,1 km sydost om Nová Ves. Omgivningarna runt Nová Ves är en mosaik av jordbruksmark och naturlig växtlighet.